# Dicionário eletrônico

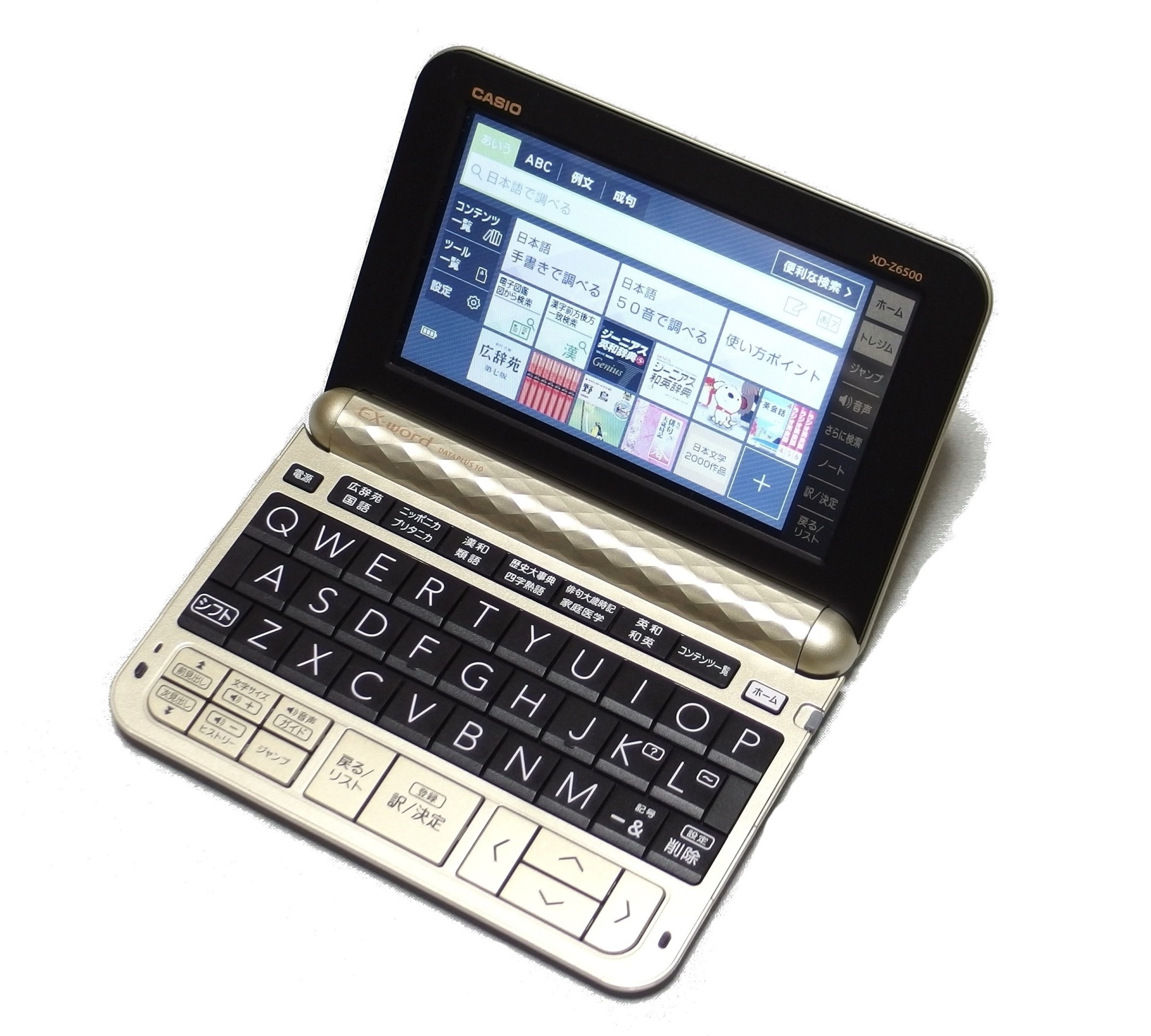
Dicionário eletrônico portátil (PED).

Dicionário eletrônico é um dicionário onde os verbetes estão em formato digital e podem ser manuseados através de um software. Estão presentes em computadores, telefones celulares, leitores de livros digitais, ou em aparelhos portáteis específicos chamados de PEDs (pocket electronic dictionaries) que já foram populares na Ásia.